# 嶺南エア
嶺南エア（ヨンナムエア）は、かつて存在した韓国の格安航空会社。釜山の金海国際空港を拠点としている。2008年に倒産状態となった後、第一航空と名称を変更して再就航を目指したが、2009年11月に事業者登録を抹消された。

## 概要
2007年11月5日、不定期航空運送事業免許を取得した。釜山を拠点に済州、大邱、金浦へ定期便を就航させていた。 また、日本や中国への短距離国際線を運航する計画もあった。
2008年12月3日、2度目の手形の不渡りを出し、倒産状態となった。
2009年6月に第一航空へと名称を変更し、運航再開を目指したが、9月21日に倒産。11月2日には事業者登録が抹消された。

## 就航路線
2008年7月25日に定期便就航。同年の11月、部品交換を理由に全便が運航を休止した。
- 釜山 - 済州
- 大邱 - 済州
- ソウル/金浦 - 済州
- 釜山 - ソウル/金浦（運航休止中[6]）

## 所有機材
- フォッカー 100 1機

同型機を計3機導入する計画があった。